# Kirche Unserer Frau von Damaskus
Die Kirche Unserer Frau von Damaskus (arabisch كنيسة سيدة دمشق) ist eine Kirche der melkitischen griechisch-katholischen Kirche im Nordosten der syrischen Hauptstadt Damaskus. Sie ist eine der größten Kirchen von Damaskus und in Syrien für ihren großen Kirchenchor „Chor der Freude“ bekannt, bei dem mehrere hundert Mitglieder aus Kirchen verschiedener Konfessionen in Damaskus singen.

## Standort
Die Kirche steht im Stadtviertel al-Qusūr (القصور, „die Paläste“) innerhalb des Verwaltungsbezirks Sārūdscha (ساروجة) im östlichen Abschnitt der Abd-al-Karim-al-Chattabi-Straße (arabisch شارع عبد الكريم الخطابي Schāriʿ ʿAbd al-Karim al-Chattabi, DMG Šāriʿ ʿAbd al-Karīm al-Ḫaṭṭābī) an deren Nordseite nahe beim Abbasiden-Platz (ساحة العباسيين, DMG Sāḥat al-ʿAbbāsiyyīn), einem großen Kreisverkehr mit integriertem Autotunnel. Direkt südöstlich vom Kreisverkehr ist das Abbasiden-Stadion, und nicht weit ist die Ausfallstraße nach Harasta und Duma. Wenige hundert Meter östlich beginnt der Stadtbezirk Dschubar (جوبر), der mehrere Jahre lang Hochburg der islamistischen ar-Rahman-Legion war.

## Geschichte
Mit dem Wachstum der Hauptstadt Damaskus in den 1960er Jahren nahm auch die christliche melkitische Bevölkerung in dem ansonsten überwiegend muslimisch sunnitisch geprägten Villenviertel al-Qusūr zu. Die Melkiten aus diesem Viertel, das für einen regelmäßigen Besuch der Kathedrale im Zentrum zu weit weg war, eröffneten im Erdgeschoss eines 1961 erbauten Gebäudes in der Ibn-Qutaiba-Straße (شارع بن قتيبة) eine erste provisorische Kirche. Die Zahl der melkitischen Christen nahm jedoch weiter zu, und so wurde 1970 unter dem Patriarchen Maximos V. Hakim ein Grundstück an der Abd-al-Karim-al-Chattabi-Straße erworben. Die alte Villa auf diesem Grundstück wurde 1972 abgerissen, um Platz für eine neue große Kirche samt Räumen für Jugendarbeit und weitere Aktivitäten zu machen. Die Bauarbeiten wurden aus Spendengeldern der Gemeinde finanziert, doch verzögerte sich der Bau aus finanziellen Gründen.
Die Kirche Unserer Lieben Frau von Damaskus wurde am 7. April 1975 durch den Patriarchen Maximos V. Hakim eröffnet. Die ersten Patres waren Gabriel Maalouf, Elias Zahlawi und Michel Hallaq. Von diesen widmete sich Elias Zahlawi ganz der Jugendarbeit und gründete 1977 den „Chor der Freude“ (جوقة الفرح). Zu diesem Zeitpunkt gehörten etwa 600 Familien zu dieser Kirchengemeinde, doch nahm die Anzahl bis zum Jahre 2010 auf rund 1200 Familien zu, womit die Kirche nach Angaben des Paters Mitri Haji Athanasio regelmäßig überfüllt war.
Im Bürgerkrieg in Syrien war die Kirche nahe der Frontline und deshalb wiederholt dem Beschuss mit Mörsergranaten ausgesetzt, überstand dies jedoch mit eher leichten Beschädigungen, die weitere Gottesdienste nicht verhinderten. Einen ersten Treffer am Dach der Kirche gab es am 10. Juli 2013. Dabei gab es jedoch lediglich Sachschaden in relativ geringer Höhe. Einen überraschenden Besuch des Staatspräsidenten Baschar al-Assad mit seiner Frau Asma al-Assad gab es am 19. Dezember 2015, als auch der Kirchenchor auftrat. Dies geschah, als in der Gegend mehrere Mörsergranaten aus Dschubar (Ghuta) eingeschlagen waren.

## Der Kirchenchor („Chor der Freude“)
Der Kirchenchor (جوقة الفرح, DMG Ǧawqat al-Faraḥ, „Chor der Freude“, auch Jawqat al Farah) wurde vom Pater Elias Zahlawi 1977 mit 55 Kindern gegründet. Die Chormitglieder stammen nicht nur aus der melkitischen Gemeinde Unserer Frau von Damaskus, sondern auch aus anderen Kirchen unterschiedlicher Konfessionen in Damaskus. Der erste Gottesdienst, an dem dieser Chor sang, fand am 24. Dezember 1977 in der Kirche Unserer Frau von Damaskus statt. Im Jahre 2010 hatte der Chor 500 Mitglieder im Alter von 7 bis 70 Jahren.

## Architektur und Ausstattung
Die Kirche hat einen rechteckigen Grundriss und flache, helle Fassaden aus Beton. Die Seite des Haupteingangs wird ganz von einem Porticus mit einem großen rundbogigen Durchgang und beiderseits je drei etwas kleineren, ebenfalls rundbogigen Durchgängen eingenommen, zu denen vom Eingang am Zaun aus eine breite Treppe führt. Der flache Giebel darüber trägt ein Kreuz, das nachts beleuchtet werden kann. Hinter den sieben Bögen des Porticus sind auf der Ebene des Hochparterres in der Mitte die rechteckige hölzerne Eingangstür und beiderseits jeweils drei kleinere Rundbogenfenster sowie jeweils außen zusätzliche Türen. Über der Eingangstür in der Mitte ist in der höheren Etage ein Rosettenfenster und beiderseits je drei schmale, hohe Rundbogenfenster in größerem Abstand als die unteren Fenster. Links von der Eingangsfront befinden sich eine kleine Apsis sowie – an der Nordwestseite des Gebäudes – der Glockenturm mit einem quadratischen Querschnitt, ebenfalls geschmückt mit einem leuchtenden Kreuz. Die zahlreichen schmalen Rundbogenfenster in der oberen Etage an beiden Seitenwänden lassen viel Tageslicht ins Innere der Kirche. Im Inneren ist das Gotteshaus an drei Seiten in Höhe dieser Fenster mit Emporen ausgestattet, die von weißen, gerippten Rundsäulen getragen werden und deren Geländer mit Heiligenbildern geschmückt sind. In der Apsis der Kirche befindet sich ein Mosaik, das Unsere Frau von Damaskus mit dem Jesuskind darstellt. Darüber hinaus wird in der Kirche eine Kopie der Marienikone aufbewahrt, die 1530 nach Malta gebracht wurde.

## Patrozinium
Der Titel Unserer Frau von Damaskus geht auf das Jahr 1203 zurück. Damals kam aus einem Marienbild in Damaskus ein wunderbares Öl, mit dem der blinde Sultan von Damaskus 1203 sein Augenlicht zurückbekam. Zum Dank ließ der Sultan vor dem Bild eine ewige Lampe brennen. Die Ikone wurde 1530 von den Rittern des Sankt Johannes nach Malta gebracht, wo es heute in der griechisch-katholischen Kirche Unserer Frau von Damaskus in Valletta aufbewahrt wird. Eine ähnliche Erscheinung an einem Marienbild in ihrer Wohnung hatte am 22. November 1982 im Damascener Stadtteil Ṣūfāniyya (nordöstlich vom alten Stadttor Bāb Tūmā, also außerhalb der Altstadt) die griechisch-katholische Christin Myrna Nazzour – die Erscheinung Unserer Frau von Ṣūfāniyya. Zu diesem Zeitpunkt hatte die Kirche Unserer Frau von Damaskus im Stadtteil al-Qusūr bereits ihren Namen im Gedenken an die Erscheinung 1203. Die Kirche feiert jährlich am 21. November das Fest Unserer Frau von Damaskus.